# Первенство СССР между командами союзных республик по шахматам 1959
Первенство СССР между командами союзных республик по шахматам 1959 — 6-е первенство.
Соревнование проводилось с 6 по 15 августа 1959 года в Центральном шахматном клубе Москвы в рамках программы 2-й Спартакиады народов СССР. Главный судья — Лев Абрамов.
В турнире приняли участие 17 команд, представлявших союзные республики, Москву и Ленинград, 14 гроссмейстеров и 54 мастера.
Игра велась на 9 досках. В состав каждой команды входили 5 мужчин (+ 1 запасной), 1 юноша, 2 женщины, 1 девушка. Запасной мог заменить любого участника на мужской доске.
Изначально были сформированы 3 полуфинала (в двух группах играли по 6 команд, в третьей — 5 команд). Призеры командного чемпионата страны 1958 г. и команды, занявшие в том турнире места с 4-го по 6-е, перед жеребьевкой были посеяны. По 2 сильнейшие команды из каждой полуфинальной группы выходили в главный финал и продолжали борьбу за медали. Команды, занявшие 3 и 4-е места, выходили во 2-й финал, аутсайдеры полуфиналов составляли 3-ю финальную группу. Результаты матчей команд, которые вышли из одной группы, учитывались в финалах. Таким образом, все финалы начались со 2-го тура.

## Полуфиналы

### Группа 1
В этой группе вне конкуренции была команда Москвы, выигравшая с большим перевесом все матчи. Судьба другой путевки в главный финал, как оказалось, решилась уже в 1-м туре, когда сборная Украинской ССР обыграла команду Литовской ССР.
|   | Участник        | 1  | 2  | 3  | 4  | 5  | 6  |  | Очки | Место |  | № по жр. |
| - | --------------- | -- | -- | -- | -- | -- | -- |  | ---- | ----- |  | -------- |
| 1 | Москва          |    | 6½ | 6½ | 6½ | 7½ | 7½ |  | 34½  | 1     |  | 4        |
| 2 | Украинская ССР  | 2½ |    | 5½ | 7½ | 6  | 5½ |  | 27   | 2     |  | 6        |
| 3 | Литовская ССР   | 2½ | 3½ |    | 5½ | 5½ | 6½ |  | 23½  | 3     |  | 1        |
| 4 | Узбекская ССР   | 2½ | 1½ | 3½ |    | 6  | 5½ |  | 19   | 4     |  | 2        |
| 5 | Киргизская ССР  | 1½ | 3  | 3½ | 3  |    | 5  |  | 16   | 5     |  | 5        |
| 6 | Туркменская ССР | 1½ | 3½ | 2½ | 3½ | 4  |    |  | 15   | 6     |  | 3        |

### Группа 2
В этой группе будущие победители встретились уже в 1-м туре. Победа с минимальным разрывом в счете осталась за шахматистами РСФСР. В дальнейшем они уверенно провели турнир, одержали «сухие» победы над командами Таджикской и Молдавской ССР, поэтому в последнем туре смогли позволить себе ничью с азербайджанской сборной. В борьбе за 2-е место со сборной Грузинской ССР белорусской команде не помогла даже победа в личной встрече. Грузинские шахматисты допустили меньше очковых потерь в других матчах и вышли в главный финал.
|   | Участник            | 1  | 2  | 3  | 4  | 5  | 6  |  | Очки | Место |  | № по жр. |
| - | ------------------- | -- | -- | -- | -- | -- | -- |  | ---- | ----- |  | -------- |
| 1 | РСФСР               |    | 5  | 6½ | 4½ | 9  | 9  |  | 34   | 1     |  | 3        |
| 2 | Грузинская ССР      | 4  |    | 3½ | 6  | 6½ | 8½ |  | 28½  | 2     |  | 4        |
| 3 | Белорусская ССР     | 2½ | 5½ |    | 5½ | 5  | 8  |  | 26½  | 3     |  | 1        |
| 4 | Азербайджанская ССР | 4½ | 4  | 3½ |    | 5½ | 6  |  | 22½  | 4     |  | 6        |
| 5 | Таджикская ССР      | 0  | 2½ | 4  | 3½ |    | 5½ |  | 15½  | 5     |  | 2        |
| 6 | Молдавская ССР      | 0  | ½  | 1  | 3  | 3½ |    |  | 8    | 6     |  | 5        |

### Группа 3
В этой группе определяющим тоже стал 1-й тур. Сборная Эстонской ССР, несмотря на победу во встрече лидеров команд, уступила сборной Латвийской ССР и не смогла компенсировать это поражение в других матчах. Команда Ленинграда вышла в главный финал с 1-го места.
|   | Участник       | 1  | 2  | 3  | 4  | 5  |  | Очки | Место |  | № по жр. |
| - | -------------- | -- | -- | -- | -- | -- |  | ---- | ----- |  | -------- |
| 1 | Ленинград      |    | 5  | 4½ | 7  | 7½ |  | 24   | 1     |  | 5        |
| 2 | Латвийская ССР | 4  |    | 5½ | 5  | 7½ |  | 22   | 2     |  | 3        |
| 3 | Эстонская ССР  | 4½ | 3½ |    | 6½ | 6  |  | 20½  | 3     |  | 4        |
| 4 | Казахская ССР  | 2  | 3  | 2½ |    | 4½ |  | 13   | 4     |  | 2        |
| 5 | Армянская ССР  | 1½ | 2½ | 3  | 4½ |    |  | 10½  | 5     |  | 1        |

## Финалы

### 1-й финал
По итогам полуфинальных соревнований команды перед началом финала расположились так: Москва — 6½ очков, РСФСР и Ленинград — по 5, Грузинская ССР и Латвийская ССР — по 4, Украинская ССР — 2½. Сначала сборной Москвы не удалось добиться победы в матче с латвийской командой, и в лидеры вышла сборная Ленинграда, разгромившая команду РСФСР. В 3-м туре ленинградцы проиграли сборной Украинской ССР, и вперед снова вырвалась команда Москвы. В личном споре лидеров уверенную победу одержали москвичи, обеспечив тем самым себе 1-е место. Команда Ленинграда смогла только сократить отрыв в последнем туре. В борьбе за 3-е место преуспели шахматисты Украинской ССР, с минимальным перевесом победившие основных конкурентов.
|   | Участник       | 1  | 2  | 3  | 4  | 5  | 6  |  | Очки | Место |
| - | -------------- | -- | -- | -- | -- | -- | -- |  | ---- | ----- |
| 1 | Москва         |    | 6  | 6½ | 5  | 6  | 4½ |  | 28   | 1     |
| 2 | Ленинград      | 3  |    | 4  | 7  | 6½ | 5  |  | 25½  | 2     |
| 3 | Украинская ССР | 2½ | 5  |    | 5  | 4½ | 5½ |  | 22½  | 3     |
| 4 | РСФСР          | 4  | 2  | 4  |    | 5  | 5½ |  | 20½  | 4—5*  |
| 5 | Грузинская ССР | 3  | 2½ | 4½ | 4  |    | 6½ |  | 20½  | 4—5   |
| 6 | Латвийская ССР | 4½ | 4  | 3½ | 3½ | 2½ |    |  | 18   | 6     |

### 2-й финал
В этом финале были два явных лидера. В личной встрече победу с минимальным перевесом одержали белорусские шахматисты, но сборная Эстонской ССР смогла в остальных матчах набрать на 3 очка больше, а сборная Белорусской ССР потерпела поражение в матче с казахской командой и осталась на 2-м месте.
|   | Участник            | 1  | 2  | 3  | 4  | 5  | 6  |  | Очки | Место  |
| - | ------------------- | -- | -- | -- | -- | -- | -- |  | ---- | ------ |
| 1 | Эстонская ССР       |    | 4  | 5½ | 6½ | 4½ | 8  |  | 28½  | 1 (7)  |
| 2 | Белорусская ССР     | 5  |    | 5½ | 3½ | 5½ | 7  |  | 26½  | 2 (8)  |
| 3 | Азербайджанская ССР | 3½ | 3½ |    | 5  | 5½ | 5½ |  | 23   | 3 (9)  |
| 4 | Казахская ССР       | 2½ | 5½ | 4  |    | 5  | 5  |  | 22   | 4 (10) |
| 5 | Литовская ССР       | 4½ | 3½ | 3½ | 4  |    | 5½ |  | 21   | 5 (11) |
| 6 | Узбекская ССР       | 1  | 2  | 3½ | 4  | 3½ |    |  | 14   | 6 (12) |

### 3-й финал
В этой финальной группе борьбы за победу не получилось. Армянская команда уверенно выиграла все матчи и значительно опередила другие сборные.
|   | Участник        | 1  | 2  | 3  | 4  | 5  |  | Очки | Место  |
| - | --------------- | -- | -- | -- | -- | -- |  | ---- | ------ |
| 1 | Армянская ССР   |    | 5½ | 6  | 6½ | 5½ |  | 23½  | 1 (13) |
| 2 | Киргизская ССР  | 3½ |    | 4½ | 5  | 6  |  | 19   | 2 (14) |
| 3 | Таджикская ССР  | 3  | 4½ |    | 4½ | 5½ |  | 17½  | 3 (15) |
| 4 | Туркменская ССР | 2½ | 4  | 4½ |    | 4½ |  | 15½  | 4 (16) |
| 5 | Молдавская ССР  | 3½ | 3  | 3½ | 4½ |    |  | 14½  | 5 (17) |

## Составы команд
Звездочками отмечены запасные участники. В скобках указан результат, показанный шахматистом (общая сумма, количество очков, набранных в полуфинале и в финале).

### 1-й финал

#### Москва
Ботвинник (4 из 7: 1½ из 3, 2½ из 4), Смыслов (6 из 7: 3 из 4, 3 из 3), Петросян (5 из 7: 3 из 4, 2 из 3), Бронштейн (6½ из 9: 4 из 5, 2½ из 4), Авербах (7½ из 9: 4½ из 5, 3 из 4), Васюков* (3½ из 5: 2½ из 3, 1 из 2), Черных (7 из 9: 4½ из 5, 2½ из 4), Быкова (5½ из 9: 3½ из 5, 2 из 4), Войцик (6 из 9: 3½ из 5, 2½ из 4), Колотий (5 из 9: 3½ из 5, 1½ из 4)

#### Ленинград
Спасский (6 из 8: 3½ из 4, 2½ из 4), Тайманов (5 из 8: 3 из 4, 2 из 4), Корчной (5 из 8: 2½ из 4, 2½ из 4), Толуш (1½ из 5: 0 из 2, 1½ из 3), Бондаревский (4 из 6: 2 из 3, 2 из 3), Фурман* (2½ из 5: 2 из 3, ½ из 2), Генин (6 из 8: 3½ из 4, 2½ из 4), Вольперт (6 из 8: 3½ из 4, 2½ из 4), Дмитриева (3½ из 8: 2 из 4, 1½ из 4), Бишард (5 из 8: 2½ из 4, 2½ из 4)

#### Украинская ССР
Геллер (5 из 8: 3 из 4, 2 из 4), Николаевский (6 из 9: 4 из 5, 2 из 4), Гуфельд (4 из 7: 2½ из 4, 1½ из 3), Сахаров (6 из 9: 3½ из 5, 2½ из 4), Шияновский (4½ из 7: 3 из 5, 1½ из 2), Штейн* (4½ из 6: 1½ из 2, 3 из 4), Савон (5 из 9: 3½ из 5, 1½ из 4), Вайсберг (2 из 9: 1 из 5, 1 из 4), Якир (6½ из 9: 4 из 5, 2½ из 4), А. Хуберашвили (3½ из 9: 1 из 5, 2½ из 4)

#### РСФСР
Нежметдинов (4½ из 8: 2½ из 4, 2 из 4), Полугаевский (4½ из 8: 3 из 4, 1½ из 4), Аронин (5½ из 8: 3 из 4, 2½ из 4), Лутиков (5½ из 9: 4 из 5, 1½ из 4), Шамкович (4½ из 7: 4 из 5, ½ из 2), Антошин* (4 из 5: 2½ из 3, 1½ из 2), Ходос (6½ из 9: 4½ из 5, 2 из 4), В. Борисенко (5½ из 9: 3 из 5, 2½ из 4), Скегина (4 из 9: 3½ из 5, ½ из 4), Казьмина (5 из 9: 4 из 5, 1 из 4)

#### Грузинская ССР
Гургенидзе (5½ из 9: 3½ из 5, 2 из 4), Шишов (4 из 9: 2½ из 5, 1½ из 4), Буслаев (5 из 9: 3 из 5, 2 из 4), Благидзе (2½ из 8: 2 из 5, ½ из 3), Т. Гиоргадзе (4½ из 9: 3 из 5, 1½ из 4), Гоглидзе* (0 из 1 — только в финале), Извозчиков (5½ из 9: 4 из 5, 1½ из 4), Тогонидзе (4 из 9: 2½ из 5, 1½ из 4), Чайковская (5½ из 9: 3 из 5, 2½ из 4), Гаприндашвили (8½ из 9: 5 из 5, 3½ из 4)

#### Латвийская ССР
Таль (2½ из 8: 1 из 4, 1½ из 4), Гипслис (5½ из 8: 4 из 4, 1½ из 4), Клявиньш (3½ из 8: 3½ из 4, 0 из 4), Клован (6½ из 8: 3½ из 4, 3 из 4), Петерсон (1½ из 6: 1 из 3, ½ из 3), Кобленц* (1 из 2: 1 из 1, 0 из 1), Луцкан (4½ из 8: 2½ из 4, 2 из 4), Нахимовская (4 из 8: 2½ из 4, 1½ из 4), Лауберте (4½ из 8: 2½ из 4, 2 из 4), Рожлапа (3 из 8: 2 из 4, 1 из 4)

### 2-й финал

#### Эстонская ССР
Керес (6½ из 8: 3½ из 4, 3 из 4), Ууси (3½ из 6: 1½ из 4, 2 из 2), Ней (3½ из 8: 1½ из 4, 2 из 4), Арулайд (5½ из 8: 3 из 4, 2½ из 4), Тарве (3 из 4: 1 из 2, 2 из 2), Рандвийр* (3 из 4: 1½ из 2, 1½ из 2), Хермлин (2½ из 8: 1 из 4, 1½ из 4), Роотаре (5½ из 8: 3 из 4, 2½ из 4), Орав (3 из 8: 1 из 4, 2 из 4), Раннику (6½ из 8: 3½ из 4, 3 из 4)

#### Белорусская ССР
Болеславский (6 из 9: 3 из 5, 3 из 4), Суэтин (6½ из 9: 4 из 5, 2½ из 4), Вересов (2½ из 9: 1 из 5, 1½ из 4), Сокольский (4 из 8: 2½ из 5, 1½ из 3), Шагалович (5½ из 7: 3½ из 4, 2 из 3), Ройзман* (½ из 3: ½ из 2, 0 из 1), Литвинов (6 из 9: 2½ из 5, 3½ из 4), Зворыкина (7½ из 9: 4½ из 5, 3 из 4), Лычковская (5½ из 9: 3½ из 5, 2 из 4), Арчакова (3½ из 9: 1½ из 5, 2 из 4)

#### Азербайджанская ССР
Багиров (4½ из 9: 3 из 5, 1½ из 4), Халилбейли (3 из 9: 1 из 5, 2 из 4), В. Макогонов (4½ из 7: 2 из 4, 2½ из 3), Сардаров (4 из 7: 1½ из 4, 2½ из 3), Амирханов (3½ из 7: ½ из 3, 3 из 4), Гульдин* (4½ из 7: 4 из 4, ½ из 3), А. Аракелов (2½ из 9: 2 из 5, ½ из 4), Затуловская (7½ из 9: 4 из 5, 3½ из 4), Горбулева (5 из 9: 3 из 5, 2 из 4), Аванесова (3 из 9: 1½ из 5, 1½ из 4)

#### Казахская ССР
Уфимцев (4 из 8: 1½ из 4, 2½ из 4), Каталымов (5½ из 8: 1½ из 4, 4 из 4), И. Голяк (2½ из 8: 1 из 4, 1½ из 4), Муратов (3½ из 8: 1½ из 4, 2 из 4), В. Коновалов (2 из 7: ½ из 4, 1½ из 3), В. Константинов* (0 из 1 — только в полуфинале), М. Жусупов (3 из 8: 1½ из 4, 1½ из 4), М. Голяк (3 из 8: 1½ из 4, 1½ из 4), Н. Вялая (5½ из 8: 2½ из 4, 3 из 4), Муслимова (3½ из 8: 1½ из 4, 2 из 4)

#### Литовская ССР
Холмов (4 из 6: 3½ из 5, ½ из 1), Вистанецкис (4 из 9: 2½ из 5, 1½ из 4), Микенас (4½ из 9: 2 из 5, 2½ из 4), Маслов (3½ из 9: 1½ из 5, 2 из 4), Баршаускас (1 из 4), Чукаев* (3½ из 8: 3½ из 5, 0 из 3), И. Нейгауз (3 из 9: ½ из 5, 2½ из 4), Каушилайте (6 из 9: 4½ из 5, 1½ из 4), Картанайте (3 из 9: 2 из 5, 1 из 4), А. Степанавичюте (6 из 9: 3½ из 5, 2½ из 4)

#### Узбекская ССР
Баренбаум (2½ из 9: 1½ из 5, 1 из 4), Мухитдинов (1½ из 9: 1½ из 5, 0 из 4), Грушевский (4½ из 9: 2½ из 5, 2 из 4), Е. Мухин (3½ из 9: 2½ из 5, 1 из 4), М. Сарваров (2½ из 9: 1½ из 5, 1 из 4), Шах-Заде* (не играл), Ф. Коган (6 из 9: 3½ из 5, 2½ из 4), Пронина (2½ из 9: 2½ из 5, 0 из 4), Е. Ильязова (4 из 9: 2 из 5, 2 из 4), Л. Никитина (2½ из 9: 1½ из 5, 1 из 4)

### 3-й финал

#### Армянская ССР
Мнацаканян (3 из 8: ½ из 4, 2½ из 3), Калашян (2½ из 8: 0 из 4, 2½ из 4), Э. Татевосян (3½ из 7: 1½ из 4, 2 из 3), Захарян (3 из 8: ½ из 4, 2½ из 3), А. Саркисян (6 из 8: 3 из 4, 3 из 4), Л. Амбарян* (½ из 1 — только в финале), Демирханян (4½ из 8: 1½ из 4, 3 из 4), Ляпунова (2 из 8: ½ из 4, 1½ из 4), Варданян (5½ из 8: 2½ из 4, 3 из 4), Бояхчян (3½ из 8: ½ из 4, 3 из 4)

#### Киргизская ССР
Устинов (4 из 8: 1½ из 5, 2½ из 3), Слепой (2½ из 8: 1½ из 5, 1 из 3), Крутихин (3 из 8: 1½ из 5, 1½ из 3), Анохин (2½ из 8: 1½ из 5, 1 из 3), Н. Кудряшов (2½ из 8: 1½ из 5, 1 из 3), Ишмамбетов* (не играл), Е. Мац (4 из 8: 2½ из 5, 1½ из 3), Вендрова (5 из 8: 2 из 5, 3 из 3), Н. Рудакова (4 из 8: 2½ из 5, 1½ из 3), Н. Лупинова (2½ из 8: 1½ из 5, 1 из 3)

#### Таджикская ССР
Говбиндер (2½ из 8: 1 из 5, 1½ из 3), Н. Гусев (3½ из 8: 2½ из 5, 1 из 3), Пресс (5 из 8: 3 из 5, 2 из 3), Данов (4½ из 8: 2½ из 5, 2 из 3), А. Адашев (2 из 8: 1 из 5, 1 из 3), П. Усманов* (не играл), Гетман (3½ из 8: 2 из 5, 1½ из 3), В. Григорьева (1½ из 8: ½ из 5, 1 из 3), Е. Гусева (4 из 8: 2 из 5, 2 из 3), Л. Ефимова (1 из 8: 1 из 5, 0 из 3)

#### Туркменская ССР
Нурмамедов (2½ из 8: 1 из 5, 1½ из 3), А. Караджаев (3½ из 7: 1½ из 4, 2 из 3), Сеоев (2½ из 8: 2 из 5, ½ из 3), Ходжамурадов (3 из 7: 2 из 4, 1 из 3), Валиев (2 из 7: 2 из 4, 1 из 3), Аронсон* (1 из 3 — только в финале), В. Пирогов (2½ из 8: ½ из 4, 2 из 3), Козлова (2½ из 8: 1½ из 5, 1 из 3), Т. Пышминцева (1½ из 8: 1 из 5, ½ из 3), М. Доктор (5½ из 8: 4 из 5, 1½ из 3)

#### Молдавская ССР
Гитерман (1½ из 7: 1½ из 5, 0 из 2), Нафталин (2½ из 8: 1 из 5, 1½ из 3), И. Злотник (1½ из 7: 0 из 4, 1½ из 3), Е. Каневский (2½ из 7: 1 из 4, 1½ из 3), М. Коршун (2 из 3: 1 из 1, 1 из 2), Мосионжик* (1½ из 6: 1 из 4, ½ из 2), М. Кирсанов (0 из 8), И. Штерн (2 из 8: ½ из 5, 1½ из 3), Г. Белявская (1 из 8: 0 из 5, 1 из 3), Гойхенберг (4½ из 8: 2 из 5, 2½ из 3)

## Лучшие индивидуальные результаты
При определении победителей по доскам учитывались результаты всех участников, независимо от того, в каком финале выступали команды, которые они представляли.
1. Керес (Эстонская ССР) — 6½ из 8;
2. Смыслов (Москва) — 6 из 7;
3. Петросян (Москва) — 5 из 7;
4. Клован (Латвийская ССР) — 6½ из 8;
5. Авербах (Москва) — 7½ из 9;
6. Черных (Москва) — 7 из 9;
7. Зворыкина (Белорусская ССР) и Затуловская (Азербайджанская ССР) — 7½ из 9;
8. Якир (Украинская ССР) — 6½ из 9;
9. Гаприндашвили (Грузинская ССР) — 8½ из 9.

Лучший результат среди запасных участников показал Антошин (РСФСР) — 4 из 5.